# Système éducatif au Portugal

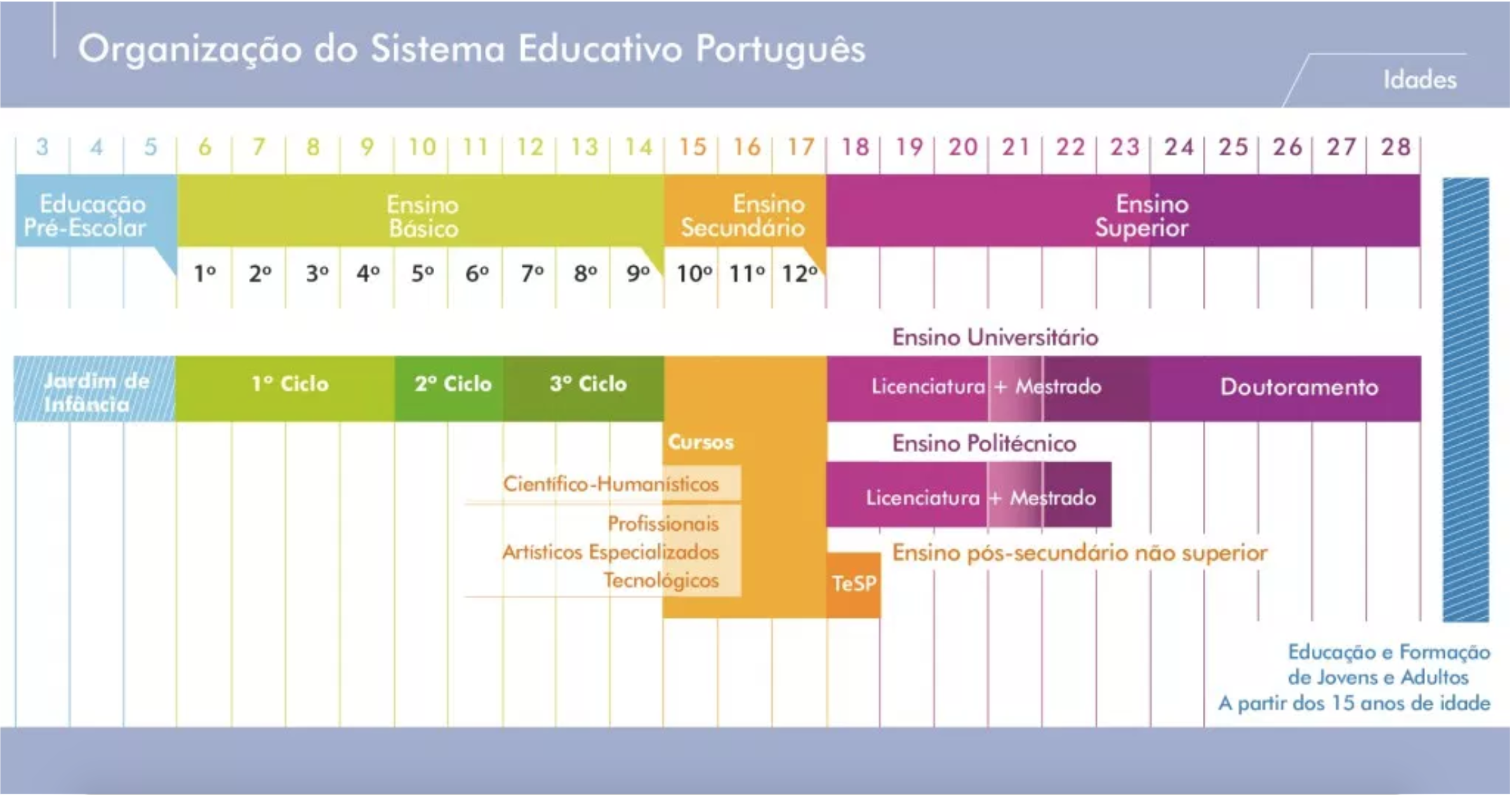
Organisation du Système Éducatif au Portugal.

Au Portugal, l'instruction est obligatoire à partir de 6 ans et se termine quand l'élève atteint les 18 ans en 12e année de scolarité (12.º ano de escolaridade).
L'enseignement se divise en trois grandes parties : Ensino básico (enseignement dites "basique"/élémentaire), Ensino secundário (enseignement secondaire) et Ensino superior (enseignement supérieur).
Le taux d'alphabétisation chez les adultes se situe dans les 96 % et chez les élèves à école élémentaire proche des 100 %.

## Calendrier scolaire

### Enseignement basique (élémentaire) et secondaire
Chaque année scolaire se divise en 3 périodes :
- 1re période : ~ du 10 septembre au 14 décembre
- 2e période : ~ du 3 janvier aux deux dernières semaines avant les vacances de Pâques
- 3e période : le mardi après les vacances de Pâques jusqu'à mi-juin

### Enseignement supérieur
L'enseignement supérieur, qui n'est pas obligatoire, se divise en deux semestres.

## Structure de l'enseignement
| France            | France          | Portugal                                  | Portugal                    | Portugal                    |
| ----------------- | --------------- | ----------------------------------------- | --------------------------- | --------------------------- |
| Lycée             | Terminale + BAC | Ensino secundário Enseignement secondaire | 12.° ano + Exame 12.° (BAC) | 12.° ano + Exame 12.° (BAC) |
| Lycée             | 1re             | Ensino secundário Enseignement secondaire | 11.° ano                    | 11.° ano                    |
| Lycée             | 2e              | Ensino secundário Enseignement secondaire | 10.° ano                    | 10.° ano                    |
| Collège           | 3e              | Ensino básico Enseignement basique        | 3.° ciclo 3e cycle          | 9.° ano                     |
| Collège           | 4e              | Ensino básico Enseignement basique        | 3.° ciclo 3e cycle          | 8.° ano                     |
| Collège           | 5e              | Ensino básico Enseignement basique        | 3.° ciclo 3e cycle          | 7.° ano                     |
| Collège           | 6e              | Ensino básico Enseignement basique        | 2.° ciclo 2e cycle          | 6.° ano                     |
| École élémentaire | CM2             | Ensino básico Enseignement basique        | 2.° ciclo 2e cycle          | 5.° ano                     |
| École élémentaire | CM1             | Ensino básico Enseignement basique        | 1.° ciclo 1er cycle         | 4.° ano                     |
| École élémentaire | CE2             | Ensino básico Enseignement basique        | 1.° ciclo 1er cycle         | 3.° ano                     |
| École élémentaire | CE1             | Ensino básico Enseignement basique        | 1.° ciclo 1er cycle         | 2.° ano                     |
| École élémentaire | CP              | Ensino básico Enseignement basique        | 1.° ciclo 1er cycle         | 1.° ano                     |

### Enseignement basique
L'enseignement basique se divise en trois cycles, à savoir : 1er cycle (1.º ciclo), 2e cycle (2.º ciclo) et 3e cycle (3.º ciclo).

#### 1ercycle
Au 1er cycle (1.º ciclo), l'évaluation est effectuée par des mentions allant de « Muito Insuficiente/Não Satisfaz » (Insuffisant/Non satisfaisant) jusqu'à « Excelente » (Excellent).
Les matières enseignées sont les Mathématiques, le Portugais, l'Anglais (LV1), les Arts Plastiques et l'Activité physique. L'aide aux études/devoirs sont aussi d'autres leçons obligatoires qui sont offertes par les écoles élémentaires publiques.

#### 2ecycle
À partir du 2e cycle, l'évaluation des élèves se fait sur une échelle énumérée de 1 à 5, non linéaire, dans lequel chaque note correspond à un des pourcentages dans le tableau ci-dessous :
| Note | Pourcentages  | Mentions            |
| ---- | ------------- | ------------------- |
| 1    | De 0 % à 19%  | Très mauvais        |
| 2    | De 20% à 49%  | Insuffisant/Mauvais |
| 3    | De 50% à 69%  | Satisfaisant        |
| 4    | De 70% à 89%  | Bien                |
| 5    | De 90% à 100% | Très bien/Excellent |

##### Disciplines enseignées au2ecycle
- Portugais
- Anglais
- Mathématiques
- Sciences naturelles
- Histoire et Géographie du Portugal
- Education musicale
- Éducation technologique
- Éducation visuelle (Arts Plastiques)
- Education physique et sportive
- Morale et Religion (cours optionnel)

À savoir, chaque école doit offrir un nombre déterminé d'heures d'aide aux devoirs.

##### Disciplines enseignées à partir du3ecycle
- Portugais
- Anglais
- 2e langue étrangère (LV2)*
- Mathématiques
- Sciences naturelles
- Physique/Chimie
- Histoire et Géographie générale
- Education musicale
- Technologies de l'Information et de la Communication (TIC)
- Éducation visuelle (Arts Plastiques)
- Education physique et sportive
- Morale et Religion (cours optionnel)

*La 2e langue étrangère est au choix de l'élève et peut être une des suivantes :
- Espagnol
- Français
- Allemand

## Enseignement des langues étrangères
L'auto-perception des compétences linguistiques des Portugais en 2011 montre que 27 % d'entre eux connaissent une langue étrangère, 21 % deux langues étrangères et 12 % trois langues étrangères.
Depuis 2005, l'enseignement de l'anglais est obligatoire dès la deuxième année de primaire.
Dès le 2e cycle, l'anglais est presque partout choisi comme première langue étrangère. Il est rare que les établissements scolaires proposent d'autres langues.
Depuis 2004, l'apprentissage d'une deuxième langue étrangère est obligatoire à partir du 3e cycle. Le français est choisi dans la majorité des cas, suivi de l'espagnol (castillan). L'allemand reste la langue mal-aimée des élèves.

## Enseignement supérieur
- Enseignement supérieur au Portugal (en)
- Liste des universités au Portugal
- Liste des institutions d'enseignement supérieur de la municipalité de Lisbonne (pt)

## L'enseignement supérieur
| \| Doutoramento (Doctorat) 3 ans et plus \| \| Maestrado (Master) 1-2 ans \| \| Licenciatura (Licence) 2-3 ans \| |
| Doutoramento (Doctorat) 3 ans et plus                                                                             |
| Maestrado (Master) 1-2 ans                                                                                        |
| Licenciatura (Licence) 2-3 ans                                                                                    |

| \| Maestrado (Master) 1-2 ans \| \| Licenciatura (Licence) 2-3 ans \| |
| Maestrado (Master) 1-2 ans                                            |
| Licenciatura (Licence) 2-3 ans                                        |